# 灯油取り
灯油取り（あぶらとり）は、日本の説話集『今昔物語集』巻第二十七 本朝付霊鬼（変化、怪異譚）にて仁壽殿臺代御燈油取物來語として語られた怪事件。

## 内容

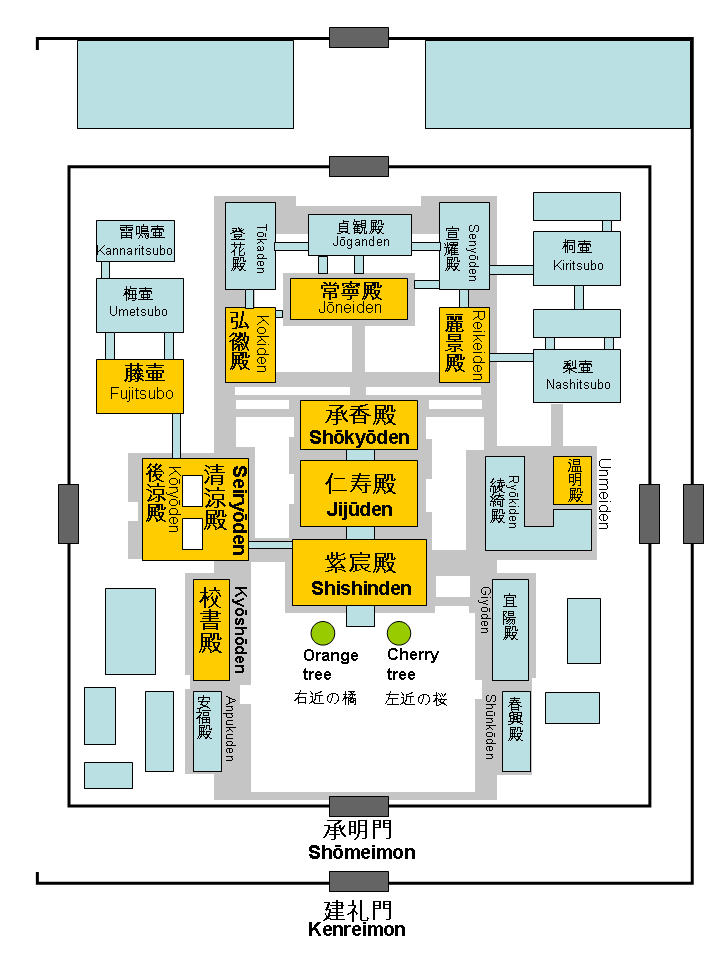
平安京内裏図

延喜時代のこと。平安京の大内裏のなかで天皇が暮らしていた仁寿殿では、夜な夜な何者かに灯油が持ち去られていた。持ち去った者の正体をつきとめるよう醍醐天皇の勅命が下り、源公忠という名の殿上人がその任に志願した。
時は三月。ある大雨の真夜中、公忠は仁寿殿に近づく大きな足音を聞く。灯油取りの正体かと思いきや、姿は何も見えない。しかし仁寿殿の灯油は、ひとりでに宙へと浮かび上がっていく。とっさに公忠が、目に見えない相手を目掛けて蹴りを入れる。足に痛みを感じ、そして灯油は落ち、足音は消え去った。灯りを照らしてよく見ると、自分の足の指の爪が剥がれているだけだった。
翌朝、灯油取りが現れたと思われる場所を見ると、黒ずんだ蘇芳色の血の跡が残されており、その跡は紫宸殿の塗籠にまで続いていた。そこで塗籠を開けてみたところ、血だけがあって灯油取りの姿はどこにもなかった。天皇は武人ではない公忠が物怖じせず立ち向かったことに大変感心した。
この事件以降、灯油取りの怪事件が起きることはなかったという。